# Fuerte Nuestra Señora de la Soledad
El Fuerte de Nuestra Señora de la Soledad (en inglés: Fort Nuestra Senora de la Soledad) se encuentra cerca de Umatac, Guam, un territorio de Estados Unidos en el Océano Pacífico. Consiste en una fortificación construida por los españoles probablemente entre 1802 y 1819. Fue el cuarto de cuatro fortificaciones que protegíeron un anclaje para el Galeón de Manila que transitaba entre Acapulco en México y Filipinas, una ruta que cayó en desuso en 1815 con la independencia de México.
La fortaleza ha sido dañado por cazadores de tesoros; se convirtió en un parque después de la Segunda Guerra Mundial. Fue incluido en el Registro Nacional de Lugares Históricos en 1974. 